# Маран, Ико
И́ко Ма́ран (эст. Iko Maran, 11 марта 1915, Псков — 12 ноября 1999) — эстонский драматург и детский писатель.

## Ранний период жизни
Родился 11 марта 1915 года в Пскове в семье эстонцев. Его отец погиб во время Первой мировой войны. В 1922 году вместе с семьёй переехал из Советской России в независимую Эстонию, поселившись в посёлке Хергла в волости Юуру. Окончил среднюю школу в Таллине и проходил обучение в Тартуском университете с 1936 по 1940 год. Во время германской оккупации в годы Второй мировой войны занимался случайными подработками.
Во второй половине 1940-х годов был сотрудником Эстонской общественной телерадиовещательной корпорации, а затем работал литературным руководителем в различных таллинских театрах, в том числе в Эстонском драматическом театре. В 1958 году вступил в Союз писателей Эстонии, в 1967 году — в Театральную ассоциацию Эстонии.

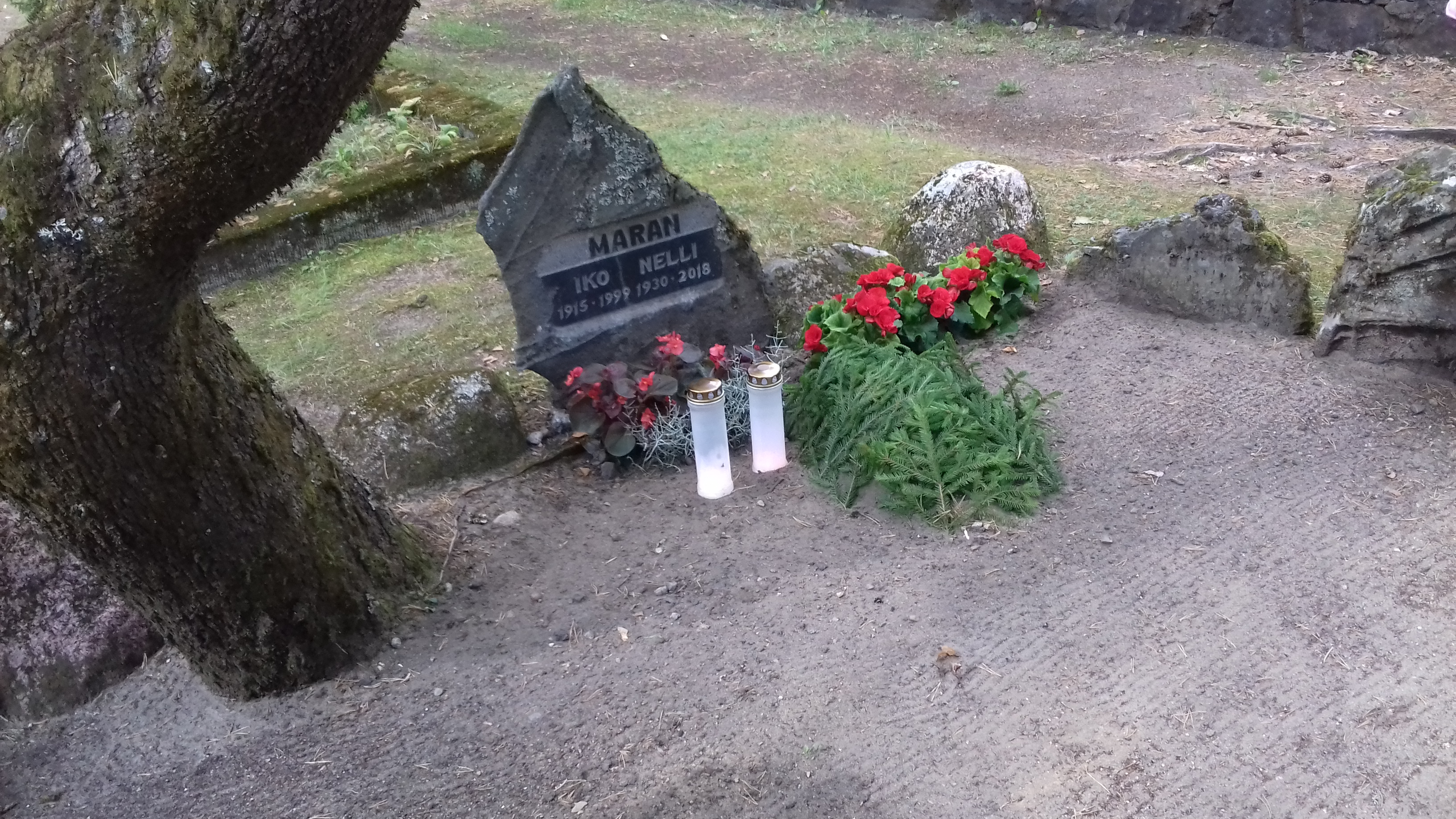
Могила Ико Марана на кладбище Рахумяэ

Похоронен на таллинском кладбище Рахумяэ.

## Литературная деятельность
Начал свою литературную карьеру в партнёрстве с Бернхардом Люлле. Под коллективным псевдонимом «Лалла Кахаса» они написали драму «Põlev alus», премьера которой состоялась в Валга в 1946 году. Драма появилась в печатном виде в том же году и дуэт продолжил писать пьесы для детей и взрослых.
В 1949 году дуэт написал свою первую детскую книгу «Sõbrad», за которой последовали ещё три. Их книги были посвящены «расширению горизонтов чтения для эстонских детей», возможно по той причине, что они показывали досоветскую Эстонию в позитивном свете и это было редкостью в сталинскую эпоху.
После 1964 года стал писать самостоятельно и публиковать работы под своим именем. Самый большой успех пришёл к нему со сказкой «Londiste, õige nimega Vant» в 1972 году и её продолжением «Tuline jäätis» в 1976 году.
В 1974 году был награжден Литературной премией Эстонской ССР имени Юхана Смуула, Государственной премией Эстонской ССР за вклад в развитие детской литературы.

## Переводы
Книги Ико Марана были переведены на несколько языков, в основном на русский и немецкий. Иностранные переводы его произведений, как правило, осуществлялись в Таллине без привлечения иностранных издателей, что побудило некоторых учёных охарактеризовать эти переводы как псевдоприём (процесс, при котором финансируемая государством советская литература переводилась и экспортировалась в одностороннем порядке на целевые языки без какого-либо участия или интереса со стороны целевой аудитории). В 1983 году произведение «Tuline jäätis» Айно Йыги перевела на английский язык, и это произведение является единственной из работ Ико Марана, переведённой на английский язык. Сам Ико Маран работал переводчиком с русского языка на эстонский.